# 太白区
太白区（たいはくく）は、仙台市を構成する5行政区のうちのひとつ。
合併前の旧仙台市の南西部と旧名取郡秋保町からなる。

## 地理

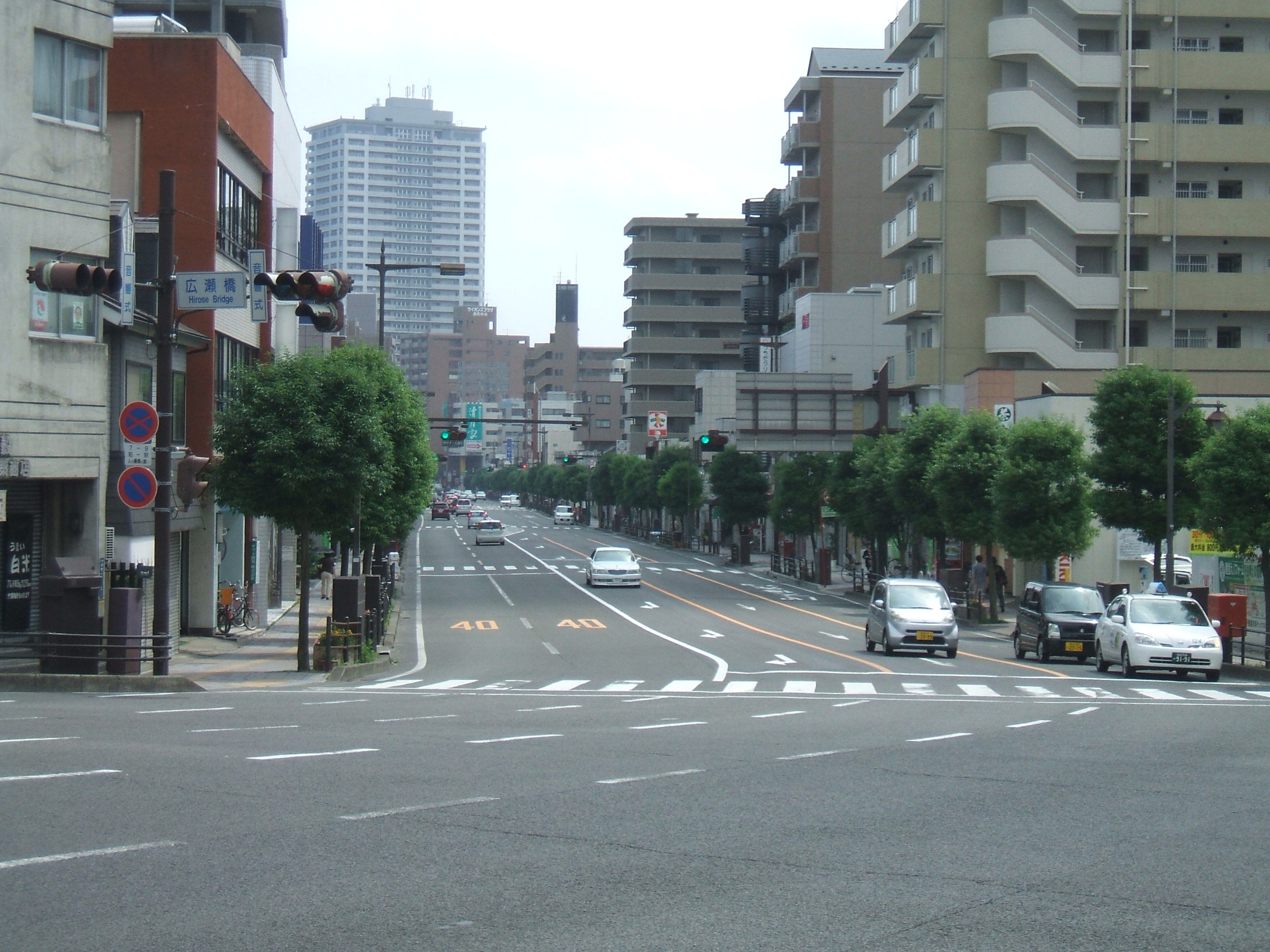
長町の街並み。

区域は東西に長く伸びる。東端は名取川とその支流である広瀬川で区切られる。東部は仙台平野の一部で、仙台に近い側に区の中心市街である長町地区がある。名取川を隔てたその南、南仙台駅付近にも市街地が広がる。東端部は水田地帯である。西部は名取川流域の山地で、山形県と接する秋保地区である。
- 山岳
  - 大倉山（432.7m）
  - 大沢山（326.7m）
  - 鷹ノ巣山（705.0m）
  - 太白山（320.94m）
  - 大年寺山
  - 愛宕山
  - 大東岳
  - 面白山
- 河川
  - 名取川
  - 広瀬川
  - 笊川

## 歴史
太白区は、1928年（昭和3年）4月の名取郡長町、1932年（昭和7年）10月の名取郡西多賀村、1941年（昭和16年）9月の名取郡中田村、1956年（昭和31年）4月の名取郡生出村、1988年（昭和63年）3月1日の名取郡秋保町の各々仙台市に編入合併された旧町村域に、市制施行時から仙台市だった愛宕山を加えた、概ね広瀬川以南にある市内旧名取郡域を以って、1989年（平成元年）4月1日の仙台市の政令指定都市移行時に設けられた（広瀬川以北の市内旧名取郡域は若林区）。
区名は区内にある太白山に由来する。区名公募の際の1位は南区、2位が緑区であったが、方位や他都市の区名に例がある名はとらないという方針により、太白が選ばれた。
2022年（令和4年）8月27日に図書施設「8BOOKs SENDAI」をオープンした。

## 人口
- 1990年：199,890人
- 1995年：212,412人
- 2000年：221,461人
- 2005年：222,447人
- 2010年：220,588人
- 2015年：226,855人

## 経済

### 金融機関
長町地区に商業などの集積があることから、同地区ないしはその周辺に県外の金融機関の展開がみられる。
- 七十七銀行
- 仙台銀行
- 杜の都信用金庫
- 宮城第一信用金庫
- 東北労働金庫
- 仙台農業協同組合

- 秋田銀行仙台南支店
- 荘内銀行長町支店
- 山形銀行泉崎支店
- 岩手銀行長町支店
- きらやか銀行富沢支店、仙台長町支店

## 郵便
郵便局
- 新仙台郵便局（郵便専門集配局・ゆうゆう窓口設置局）

- 仙台南郵便局（私書箱設置局、貯保外務員設置局）
- 仙台中田郵便局
- 仙台生出郵便局
- 秋保郵便局
- 秋保温泉郵便局
- 仙台青山郵便局
- 仙台泉崎郵便局

- 仙台大野田郵便局
- 仙台鈎取郵便局
- 仙台越路郵便局
- 仙台四郎丸郵便局
- 仙台諏訪郵便局
- 仙台太白郵便局

- 仙台富沢郵便局
- 仙台長町三郵便局
- 仙台長町六郵便局
- 仙台西ノ平郵便局
- 仙台八本松郵便局
- 仙台人来田郵便局

- 仙台袋原郵便局
- 仙台緑ケ丘郵便局
- 仙台向山郵便局
- 仙台茂庭台郵便局
- 仙台八木山香澄町郵便局
- 仙台八木山本町郵便局

簡易郵便局
- 西中田簡易郵便局

- 馬場簡易郵便局

- 八木山南団地簡易郵便局

## 医療機関
- 仙台市立病院
- 仙台赤十字病院
- 地域医療機能推進機構仙台南病院（略称・JCHO仙台南病院。旧・宮城社会保険病院）
- 国立病院機構西多賀病院

## 教育
長町小学校、人来田中学校、山田中学校は、文部科学省が推進する「学力向上フロンティア」指定校（フロンティアスクール）である。

### 大学・短期大学
- 東北大学電子光理学研究センター
- 宮城大学太白キャンパス
- 東北工業大学八木山キャンパス、長町キャンパス

### 特別支援学校
- 宮城県立聴覚支援学校（聴覚障害者が対象）
- 宮城県立西多賀支援学校 （身体虚弱を含む病弱者が対象）

## 交通

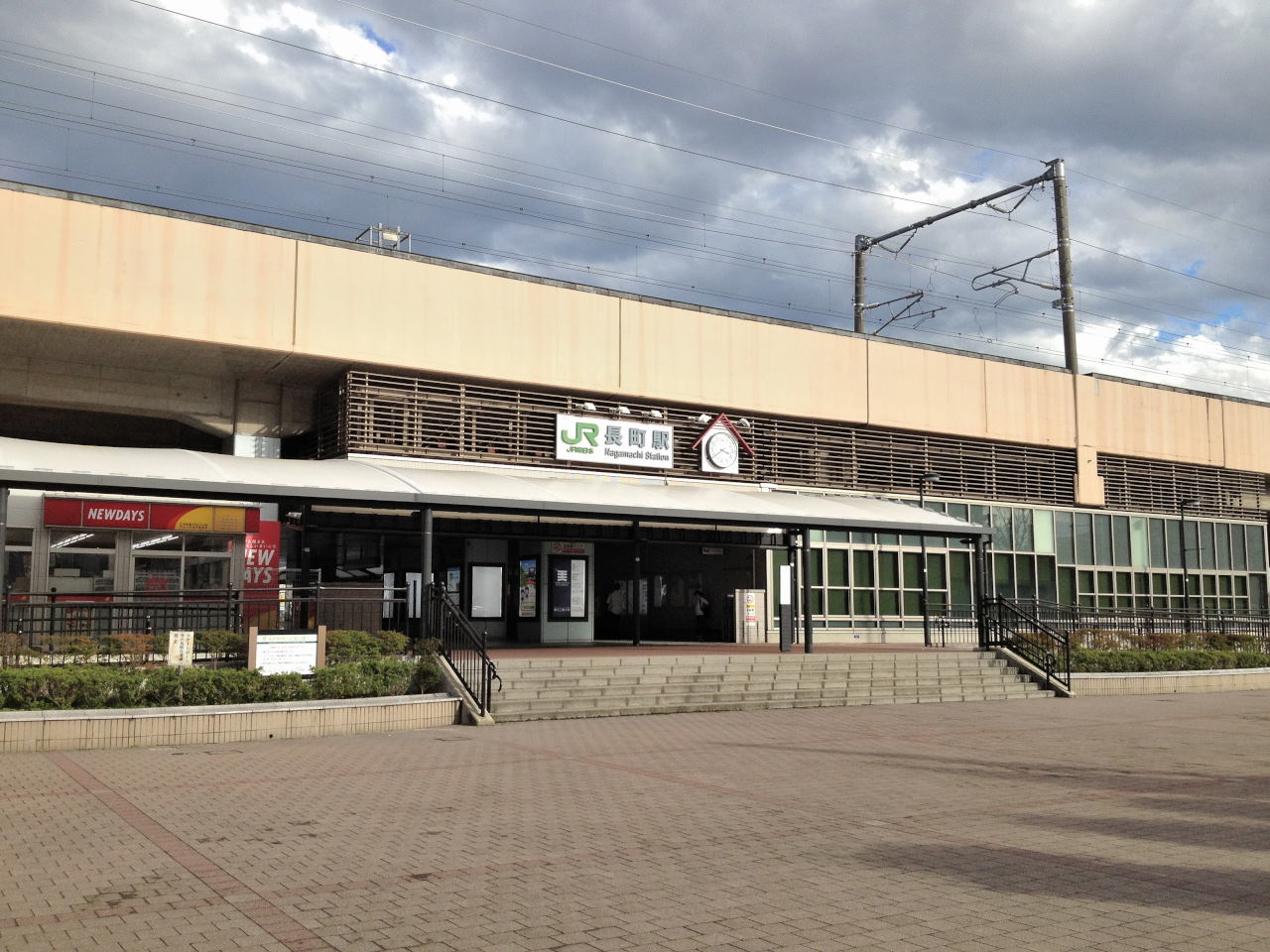
東日本旅客鉄道の長町駅。

### 鉄道
中心となる駅：長町駅、長町南駅
- 東日本旅客鉄道（JR東日本）
  - ■ 東北本線[注 1]（ - 南仙台駅 - 太子堂駅 - 長町駅 - ）
- 仙台市地下鉄（仙台市交通局）
  - ■ 南北線（ - 長町一丁目駅 - 長町駅 - 長町南駅 - 富沢駅）
  - ■ 東西線（八木山動物公園駅 - ）
- 日本貨物鉄道（JR貨物）
  - 東北本線宮城野貨物支線（ 長町駅 - ）

### バス
- 仙台市営バス（仙台市交通局）

区内では長町周辺、八木山周辺、袋原・四郎丸周辺、茂庭台周辺のみ運行。
- 宮城交通

区内の大部分を運行する。名取市方面への路線も運行。もともと区内の大部分は、前身企業の一つ秋保電気鉄道線の沿線だった。
- 名取市民バス（なとりん号）
- JRバス東北

東京・横浜方面への高速バスがJR長町駅東口、仙台駅東口バスロータリーに停車する。
かつては角田・丸森（大内）方面への路線バス（仙台南線）が通じていた。

### 道路
- 高速道路
  - E4 東北自動車道： - (27) 仙台南IC -
  - E48 仙台南部道路： - (2) 長町IC - (3) 山田IC - (27) 仙台南IC
- 一般国道
  - 国道4号
  - 国道286号
  - 国道457号
- 県道
  - 宮城県道31号仙台村田線
  - 宮城県道39号仙台岩沼線
  - 宮城県道・山形県道62号仙台山寺線
  - 宮城県道130号南仙台停車場線
  - 宮城県道131号秋保温泉線
  - 宮城県道132号秋保温泉愛子線
  - 宮城県道160号秋保温泉川崎線
  - 宮城県道258号仙台館腰線
  - 宮城県道273号仙台名取線

## 名所・旧跡・観光スポット・祭事・催事
- 景勝地
  - 秋保大滝
  - 磊々峡
  - 二口峡谷
- 史跡
  - 富沢遺跡（地底の森ミュージアム）
  - 郡山遺跡
  - 山田上ノ台遺跡（仙台市縄文の森広場）
  - 根添城跡
- 温泉
  - 秋保温泉
  - 鹿落鉱泉
  - 二口温泉
- 公園など
  - 三神峯公園
  - 仙台市八木山動物公園
  - 仙台市野草園
  - 八木山ベニーランド
- 寺院
  - 医王山鉤取寺
- 祭り
  - 秋保の田植踊（ユネスコ無形文化遺産）

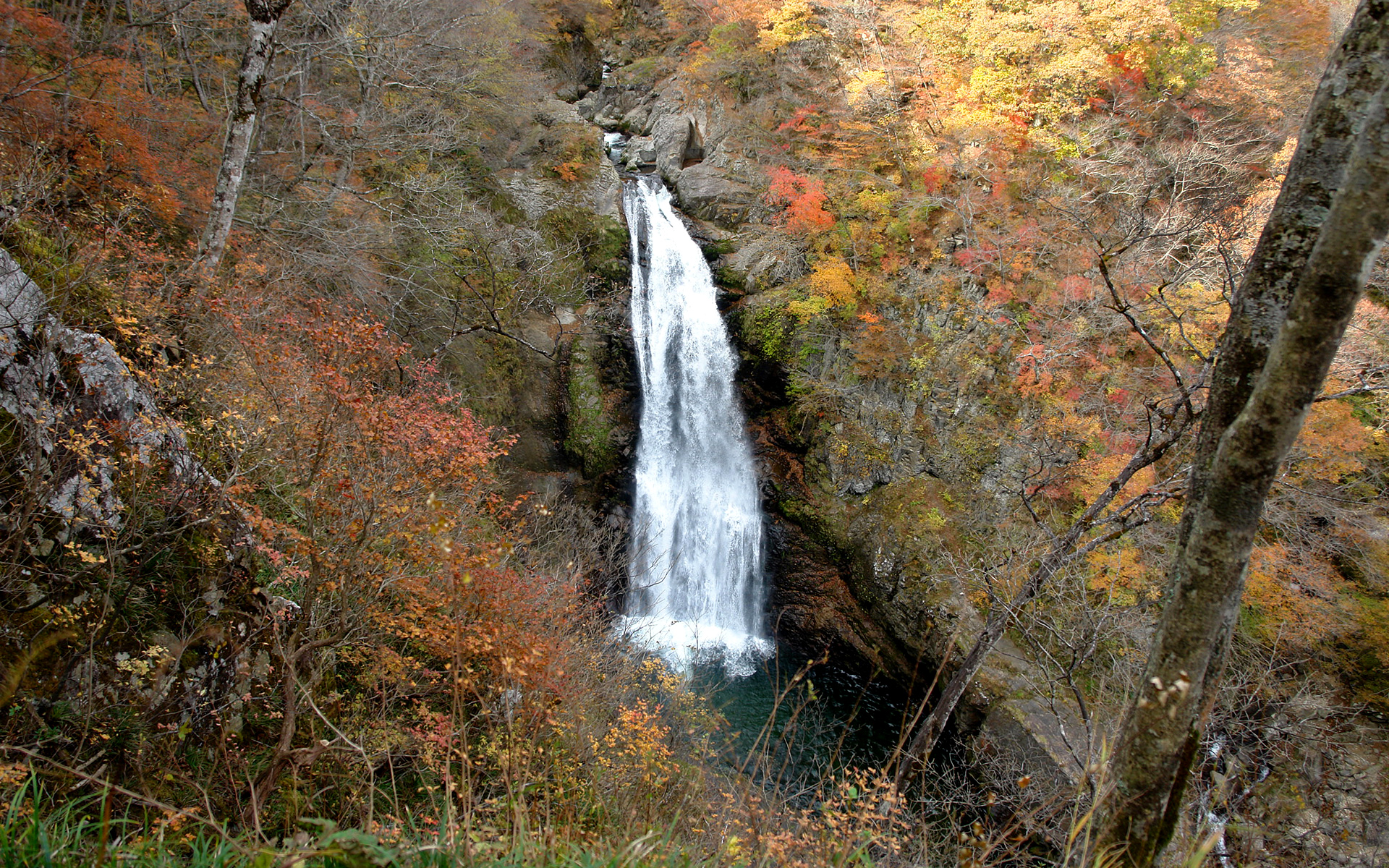
秋保大滝。

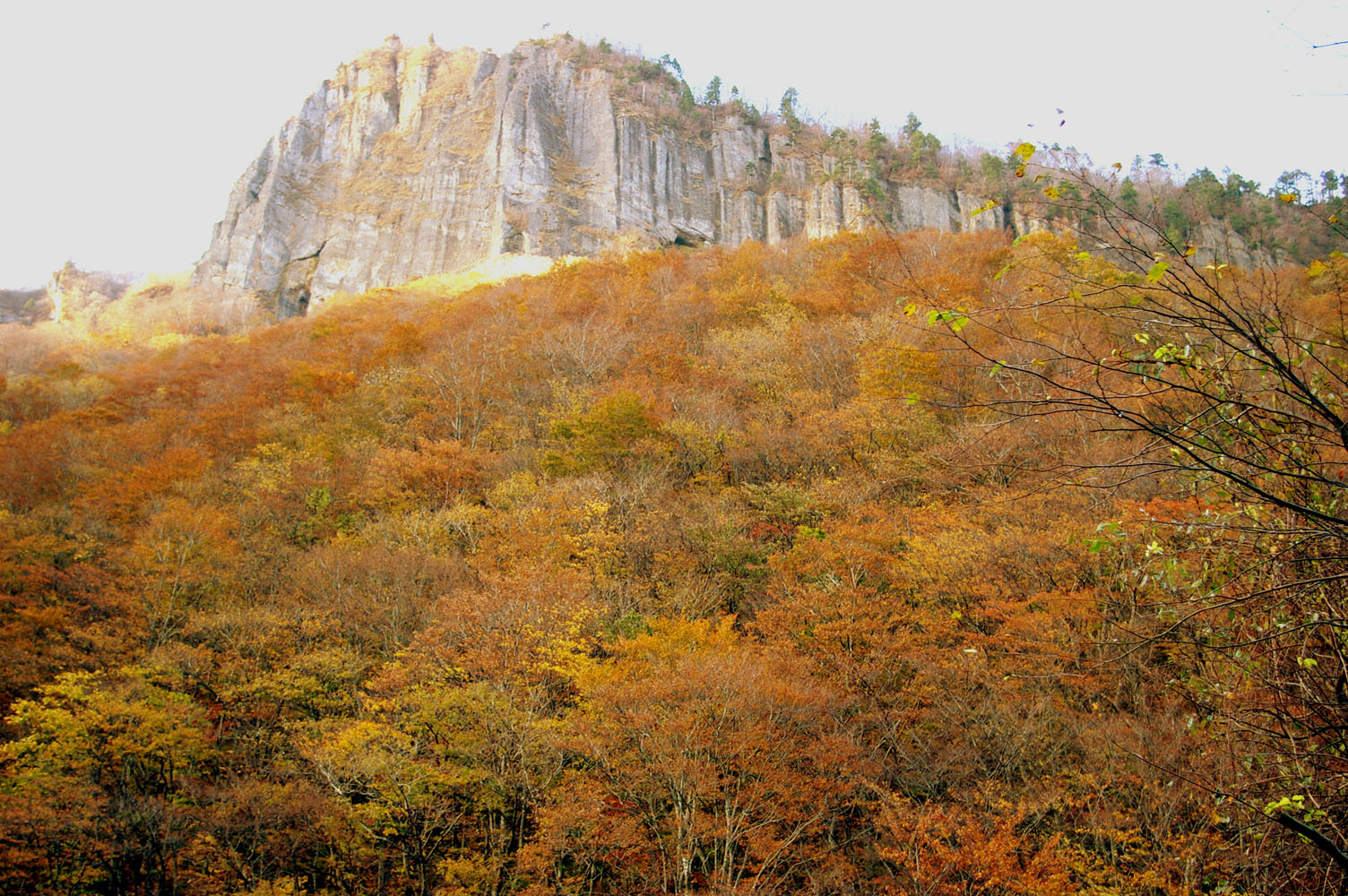
磐司岩。

  - 生出森八幡神社附属神楽（仙台市指定無形民俗文化財）

## 町名等
- 青山1・2丁目
- 秋保町境野
- 秋保町長袋
- 秋保町馬場
- 秋保町湯元
- 芦の口
- あすと長町1〜4丁目
- 泉崎1・2丁目
- 大塒町
- 大野田1〜3丁目
- 大野田（字）
- 大谷地
- 鈎取
- 鈎取1〜4丁目
- 鈎取本町1・2丁目
- 鹿野本町
- 鹿野1〜3丁目
- 上野山1〜3丁目
- 恵和町
- 越路
- 郡山
- 郡山1〜8丁目
- 金剛沢1〜3丁目
- 桜木町
- 佐保山
- 四郎丸（字山野内を除く）
- 砂押町
- 砂押南町
- 諏訪町
- 太子堂
- 太白1〜3丁目
- 坪沼
- 富沢
- 富沢1〜4丁目
- 富沢南1・2丁目
- 富田
- 土手内1〜3丁目
- 中田1〜7丁目
- 中田町
- 長町
- 長町1〜8丁目
- 長町南1〜5丁目
- 長嶺
- 西多賀1〜5丁目
- 西中田1〜7丁目
- 西の平1・2丁目
- 日本平
- 根岸町
- 萩ヶ丘
- 羽黒台
- 旗立1〜3丁目
- 八本松1・2丁目
- 東大野田
- 東郡山1・2丁目
- 東中田1〜6丁目
- 人来田1〜3丁目
- ひより台
- 袋原
- 袋原1〜6丁目
- 二ツ沢
- 松が丘
- 三神峯1・2丁目
- 御堂平
- 緑ヶ丘1〜4丁目
- 南大野田
- 向山1〜4丁目
- 茂ヶ崎1〜4丁目
- 茂庭（青葉区区域を除く）
- 茂庭台1〜5丁目
- 門前町
- 八木山香澄町
- 八木山緑町
- 八木山松波町
- 八木山弥生町
- 八木山東1・2丁目
- 八木山本町1・2丁目
- 八木山南1〜6丁目
- 柳生
- 柳生1〜7丁目
- 山田
- 山田上ノ台町
- 山田北前町
- 山田自由ヶ丘
- 山田本町
- 若葉町

## 出身人物
- 佐藤亀八郎 - 政治家、実業家
- 横堀壽光 - 工学者
- 岩井俊二 - 映画監督
- 浅野祥 - 三味線奏者
- 我妻佳代 - 元アイドル
- 芹沢直美 - 元アイドル
- 岡崎栄松 - 元仙台市長
- 郡和子- 仙台市長
- 小山桂司 - 元プロ野球選手
- 岸孝之 - プロ野球選手
- 本田圭佑 (野球) - プロ野球選手
- 麦谷祐介 - プロ野球選手
- 加藤政義 - 元プロ野球選手
- 今野泰幸 - プロサッカー選手
- 井上純 - 元プロ野球選手
- 若生智男 - 元プロ野球選手
- 渡辺雅弘 - 元プロ野球選手
- 青葉城幸雄 - 元大相撲力士
- 境野哲 - 宗教家
- 長野雅樹 - YouTuber、リンクロノヴァ代表取締役※岩手県陸前高田市生まれ。
- さおりん - YouTuber、ヘラヘラ三銃士